# Джетсони
«Джетсони» (англ. The Jetsons) — американський науково-фантастичний мультиплікаційний ситком студії «Ганна-Барбера». У мультфільмі відображені багато популярних ідей з фантастики середини XX століття.
У 2007 році журнал «Forbes» поставив компанію Spacely Space Sprockets на 25 місце в списку найбагатших вигаданих компаній, оцінивши її в 1,3 мільярда доларів.

## Опис
Серіал являв собою анімаційний ситком, на кшталт випущеного тією ж студією серіалу «Флінтстоуни».
За сюжетом, дія серіалу відбувається в 2060-х роках — приблизно через 100 років після виходу перших серій. Всесвіт Джетсонів являє собою утопічний світ, де більшу частину роботи виконують за людей машини. За допомогою машин люди навіть одягаються, вмиваються і переміщаються по дому. Для виконання будь-якої праці досить натиснути кнопку, і саме це — основний обов'язок Джорджа в компанії «Космічні Шестерні Спейслі», де він працює 3 години на день 3 дні на тиждень.
Світ 2060-х роках в Джетсонах увібрав в себе багато популярних в США футуристичні концепції середини XX століття, включаючи архітектурний стиль «Гугі (архітектура)», людиноподібних роботів, іншопланетян і химерні технічні пристосування.
Оригінальний серіал складався з 24 серій, які демонструвалися в 1962—1963 роках. Через 22 роки, в 1985 році була випущена 41 серія, а в 1987-му — ще 10, а в 1990-му — повнометражний мультфільм. Нові серії відрізнялися великим упором на науково-фантастичну складову і були розраховані більшою мірою на дитячу аудиторію. Також в нових серіях не було закадрового сміху.